# 延米
延米（英語：或）是一個虛擬的量度單位，原用於運輸業，以將貨物的長度換算為所佔地的面積。根據美國北卡罗来纳大学系统的How Many? A Dictionary of Units of Measurement對的定義為：
A unit of deck area for "roll on/roll off" ships: cargo vessels designed so that containers or other cargo can be rolled on and off the decks of the ship. A lane is a strip of deck 2 metres wide. A lane metre is an area of deck one lane wide and one metre long, that is, 2平方（21.528平方英尺）.
意思就是：
|  | 用於計算船舶“裝載/卸載”時所佔的甲板面積：貨船的設計使集裝箱或其他貨物可以在船舶甲板“裝載/卸載”。一條車道是甲板上一條2米寬的通道，而「延米」就是甲板上面積一個車道寬、1米長的區域，即2平方米。 |

一般來說，一輛私家車會佔用六延米，而一輛歐洲的载货汽车會佔去18延米。
這種量度的轉換後來從貨運業延伸到其他領域，以比照其所佔面積及所需數量的總長度。舉例說，在建築材料行業，某項如隔熱棉或地氈之類的材料需要覆蓋15平方米的面積。如果這些材料來貨時的闊度有半米，那就需要30延米的材料。
這個概念延伸至圖書館的藏書量時，又會假設一冊書若以最常見的標準厚度和尺寸，所推算出來的長度或面積。